# BEST (少年カミカゼのアルバム)
『BEST』（ベスト）は、2008年8月20日に発売された少年カミカゼのベスト・アルバム。

## 概要
- 少年カミカゼがメジャーデビュー後にリリースした全てのシングル曲および一部のカップリング曲・アルバム曲がリリース順に収められている（一部除く）。ファン投票によってではなく少年カミカゼ側が選曲したため、ファンの人気が高くても収録されなかった曲が存在する。また、『Stukizd!!!』に再収録したからか、本来インディーズ時代にリリースした「BUZZSURF」も収録されている（一応「メジャーベストアルバム」の扱いなので「BUZZSURF」以外のインディーズ時代の楽曲は一切収録されていない）。

## 収録曲
1. ココロアンテナ
デビューシングル。
2. MUSIC VIBE.06〜feat.DJ SHUHO〜
2ndシングル。
3. SAKURA re CAPSULE
3rdシングル。
4. Colony
4thシングル。
5. Go around the cherry coke!!
3rdシングルのカップリング。収録曲順からこの曲は1stアルバム『Stukizd!!!』からのカット扱いになっている。
6. 流星リミット
7. WALK ON THE UNIVERSE
8. BUZZSURF
9. 「君に逢いに行く時の歌」
上記4曲は『Stukizd!!!』初出曲（正確には「BUZZSURF」のみインディーズ時代のシングルが初出）。
10. ヤバメムーチョ 〜ichika-bachika〜
5thシングル。
11. L.A.U.G.H.I.N' xchng midnightPumpkin
6thシングル。
12. 終電合図
6thシングルのカップリング。なお該当時期の2ndアルバム『MASTER'D』には収録されていない。
13. STAY TUNE!! xchng GOLLBETTY
7thシングル。『MASTER'D』にはアレンジされたものが収録されていたためオリジナル曲の収録はアルバム初。
14. 春雷
7thシングルのカップリング。
15. WINDER 〜ボクハココニイル〜
8thシングル。ちなみに英語では「WINDER」を「ウィンダー」ではなく「ワインダー」と読むのが正解。
16. Altair 〜キミと出逢えたこと〜
9thシングル。少年カミカゼ唯一のテレビドラマ主題歌。
17. HIGH CONNECTION BOOGIE Ver2.0
18. LOVE MADE 100%
上記2曲は『MASTER'D』初出曲。
19. HELLO.SWEET 〜陽の当たる坂道〜
10thシングル。
20. シュガーレスター
同日発売の3rdアルバム『NO』の1曲目。

- クレジット
作詞:和教（M2-4、M7、M9-M11、M13-M16）、SaCo＋和教（M1、M5、M6、M8、M12、M17-M20）
作曲:和教（M1-4、M6、M8-M19）、和教＋南つかさ（M5、M7）、KENTARO（M20）